# Arrest Chavez-Vilchez
Het arrest Chavez-Vilchez is een uitspraak van het Europees Hof van Justitie d.d. 10 mei 2017, in antwoord op een verzoek d.d. 16 maart 2015 van de (Nederlandse) Centrale Raad van Beroep om een prejudiciële beslissing. Het ging om de vraag onder welke voorwaarden een ouder zonder verblijfsvergunning een verblijfsrecht kan ontlenen aan het feit dat zijn/haar kind de Nederlandse nationaliteit heeft.

## Casus
Het arrest bespreekt acht individuele gevallen. Eén daarvan betreft mevrouw Chavez-Vilchez. Zij heeft de Venezolaanse nationaliteit en is in 2007/2008 op een toeristenvisum in Nederland aangekomen. Op 30 maart 2009 is uit haar relatie met een Nederlands onderdaan een kind geboren dat de Nederlandse nationaliteit heeft. Chavez-Vilchez heeft  het gezag over haar kind en zij heeft verklaard dat de vader niet bijdraagt in het onderhoud en de opvoeding van het kind.:punt 21
De andere zeven gevallen waren vergelijkbaar.:punten 22 - 28
Hebben zij recht op verblijf in Nederland?

## Rechtsvragen
De Centrale Raad van Beroep had het Hof verzocht om een prejudiciële beslissing over de volgende vragen::punt 39
1. Moet artikel 20 van het VWEU, aldus worden uitgelegd dat het zich ertegen verzet dat een lidstaat aan een derdelander, die de dagelijkse en daadwerkelijke zorg heeft voor zijn minderjarige kind, dat onderdaan van die lidstaat is, het recht van verblijf in die lidstaat ontzegt?
2. Is voor de beantwoording van deze vraag van belang dat de wettelijke, financiële en/of affectieve last niet geheel bij deze ouder rust en voorts dat niet is uitgesloten dat de andere ouder, die onderdaan is van de lidstaat, feitelijk in staat zou kunnen zijn om voor het kind te zorgen?
3. Dient in dat geval de ouder/derdelander aannemelijk te maken dat die andere ouder de zorg voor het kind niet op zich kan nemen, zodat het kind wordt verplicht het grondgebied van de Unie te verlaten als aan de ouder/derdelander een verblijfsrecht wordt ontzegd?

## Uitspraak Hof
Inzake de eerste en tweede prejudiciële vraag — samengenomen — oordeelde het Hof:

- Artikel 20 VWEU moet aldus worden uitgelegd dat, voor de beoordeling of een kind, burger van de Europese Unie, genoopt zou zijn het grondgebied van de Unie in zijn geheel te verlaten en hem dus het effectieve genot van de essentie van de rechten die dat artikel hem verleent zal worden ontzegd indien aan zijn ouder, onderdaan van een derde land, een verblijfsrecht in de betrokken lidstaat werd geweigerd, de omstandigheid dat de andere ouder, burger van de Unie, daadwerkelijk alleen de dagelijkse daadwerkelijke zorg voor het kind kan en wil dragen, een gegeven vormt dat relevant is, maar dat niet volstaat om te kunnen vaststellen dat er tussen de ouder die onderdaan van een derde land is en het kind niet een zodanige afhankelijkheidsverhouding bestaat dat het kind in geval van een dergelijke weigering het grondgebied van de Unie zou moeten verlaten.
- Om tot een dergelijke vaststelling te komen moeten, in het hogere belang van het kind, alle betrokken omstandigheden in de beschouwing worden betrokken, meer in het bijzonder de leeftijd van het kind, zijn lichamelijke en emotionele ontwikkeling, de mate van zijn affectieve relatie zowel met de ouder die burger van de Unie is als met de ouder die onderdaan van een derde land is, evenals het risico dat voor het evenwicht van het kind zou ontstaan indien het van deze laatste ouder zou worden gescheiden.

Inzake de derde prejudiciële vraag oordeelde het Hof:

- Artikel 20 VWEU moet aldus worden uitgelegd dat het er niet aan in de weg staat dat een lidstaat aan het verblijfsrecht op zijn grondgebied van een onderdaan van een derde land, ouder van een minderjarig kind dat de nationaliteit van die lidstaat heeft, voor wie hij dagelijks daadwerkelijk zorgt, de verplichting verbindt dat die onderdaan de gegevens verschaft die aantonen dat het kind bij een weigering om een verblijfsrecht toe te kennen aan de ouder die onderdaan van een derde land is, het effectieve genot van de essentie van de aan de status van burger van de Unie ontleende rechten zou worden ontzegd doordat het genoopt zou zijn het grondgebied van de Unie in zijn geheel te verlaten.
- Het is echter aan de bevoegde autoriteiten van de betrokken lidstaat om aan de hand van de door de onderdaan van een derde land verschafte gegevens het nodige onderzoek te doen teneinde, gelet op alle omstandigheden van het geval, te kunnen beoordelen of een weigering dergelijke gevolgen zou hebben.

## Betekenis
Mag een derdelander die verzorgende ouder is van een minderjarig kind dat Unieburger is, bij zijn kind verblijven indien het kind anders de Europese Unie zou moeten verlaten?
Na het arrest Ruiz Zambrano was dat in Nederland nog niet zonder meer het geval. Dat arrest werd beperkt uitgelegd. In de praktijk was een van de ouders vaak wel Unieburger en dan werd naar die ouder verwezen om voor het kind te zorgen. Ook als deze ouder eigenlijk niet in beeld was of de verzorging niet op zich nam. De ‘derdelander’ (de ouder die geen burger van de Unie was) kon dan alsnog het verblijfsrecht ontzegd worden.
Het arrest Chavez-Vilchez gaf een nadere invulling van de voorwaarden waaronder een derdelander een verblijfsrecht aan artikel 20 VWEU kan ontlenen wanneer hij/zij de zorg heeft voor een Unieburger. Het belang van het kind werd vooropgesteld: bij de beoordeling van het verblijfsrecht van de derdelander dienen alle omstandigheden van het geval te worden betrokken, waaronder de afhankelijkheidsverhouding tot het kind. Meer in het bijzonder kan niet ongemotiveerd worden aangenomen dat het kind/Unieburger door de rechtmatig in de Europese Unie verblijvende 'andere ouder' kan worden verzorgd.
Het arrest Chavez-Vilchez heeft geleid tot verdere prejudiciële vragen vanuit Nederland:
- Op 15 september 2020 stelde de Rechtbank Den Haag prejudiciële vragen in een casus waarbij het afhankelijke kind/Unieburger in Thailand was geboren, altijd in Thailand heeft gewoond en nooit in de Europese Unie is geweest.[9] Op 22 juni 2023 achtte het Hof — in essentie — Chavez-Vilchez ook van toepassing wanneer het kind vanaf zijn geboorte buiten het grondgebied van de EU heeft verbleven, mits het van de ouder/derdelander  afhankelijk is en samen met die ouder de betrokken lidstaat zal binnenkomen en er zal verblijven.[10][11]

- Op 24 november 2020 stelde de Rechtbank Den Haag — onder meer — de prejudiciële vraag of het Chavez-Vilchez verblijfsrecht naar zijn aard tijdelijk[14] is.[15] Op 7 september 2022 beantwoordde het Hof die vraag ontkennend.[16][17] Daarbij herinnerde het Hof eraan dat de afhankelijkheidsverhouding waarop het afgeleide verblijfsrecht van een derdelander op grond van artikel 20 VWEU is gebaseerd, in beginsel niet van korte duur zal zijn, maar zich over een aanzienlijke periode kan uitstrekken.[18][19]